# USS Atlanta (CL-104)
USS Atlanta (CL-104) – krążownik lekki należący do typu Cleveland, w służbie US Navy od końca 1944 roku. Brał udział w końcowym okresie działań II wojny światowej, w 1949 roku został przeniesiony do rezerwy, a w 1964 roku przebudowany na jednostkę doświadczalną. Skreślony z listy floty 1 kwietnia 1970 roku, pół roku później został zatopiony w trakcie eksperymentalnych eksplozji.

## Zamówienie i budowa
Zamówienie na CL-104, przyszłą czwartą "Atlantę", zostało złożone w sierpniu 1942 roku, w ramach planu rozbudowy floty na lata 1943–1944. Stępkę pod budowę krążownika położono w New York Shipbuilding w Camden 25 stycznia 1943 roku. Uroczystość wodowania odbyła się 6 lutego 1944 roku, a matką chrzestną została Margaret Mitchell, autorka powieści Przeminęło z wiatrem. Okręt przekazano marynarce 4 grudnia 1944 roku, pierwszym dowódcą został komandor B. H. Colyear.

## Opis konstrukcji
"Atlanta" była gładkopokładowym okrętem o zwartej zabudowie nadbudówek na śródokręciu i wyposażeniu lotniczym ulokowanym na rufie. Jej długość całkowita wynosiła 185,4 m (na konstrukcyjnej linii wodnej 183 m), szerokość maksymalna 19,6 m, średnie zanurzenie 7,5 m. Projektowana wyporność standardowa określona była na 10 000 długich ton (ts), rzeczywista wynosiła około 11 750 ts, pełna około 14 100 ts.
Napęd stanowiły cztery zespoły turbin parowych Westinghouse, o łącznej projektowanej mocy 100 000 shp. Parę dostarczały cztery kotły wodnorurkowe Babcock & Wilcox o ciśnieniu roboczym 44 atm. Okręt nie posiadał turbin marszowych. Pomieszczenia kotłowni i maszynowni zostały zaprojektowane naprzemiennie, w tzw. systemie unitarnym. Turbiny napędzały za pośrednictwem przekładni redukcyjnych cztery wały napędowe. Okręt posiadał cztery turbogeneratory o łącznej mocy 600 kW i dwa awaryjne generatory wysokoprężne o mocy po 500 kW.
Główne uzbrojenie artyleryjskie składało się z 12 dział Mk 16 L/47 kal. 152 mm, umieszczonych na oddzielnych lawetach w czterech trójdziałowych wieżach artyleryjskich, po dwóch na dziobie i rufie, w superpozycjach. Uzupełniało je 12 armat uniwersalnych Mk 12 kal. 127 mm, w sześciu dwudziałowych wieżach Mk 32, po dwóch na burtach śródokręcia oraz po jednej w linii symetrii, za drugą i przed trzecią wieżą artylerii głównej. Małokalibrowe uzbrojenie przeciwlotnicze było zmienne, stanowiło je do 28 luf dział Bofors kal. 40 mm w poczwórnych i podwójnych stanowiskach oraz 10 dział Oerlikon kal. 20 mm.

## Przebieg służby
Po zakończeniu prób i ćwiczeń, krążownik w maju 1945 roku rozpoczął właściwą służbę liniową, biorąc udział w ostatnich działaniach wojny na Pacyfiku. Do bazy Pearl Harbor dotarł 18 kwietnia i po kolejnych ćwiczeniach 12 maja został włączony w skład TF 58, z którym operował w rejonie Okinawy. Po krótkim pobycie na Filipinach, od 1 lipca, jako część TF 38, działał na akwenie okalającym macierzyste wyspy japońskie.
Po kapitulacji Japonii uczestniczył między innymi w okupacji bazy morskiej w Yokosuce. W pierwszych latach po zakończeniu wojny wchodził w skład Floty Pacyfiku, operując w jego zachodniej części. Do rezerwy został odstawiony w 1949 roku. W 1964 roku przebudowano "Atlantę" na okręt doświadczalny IX 304. Używany w różnych badaniach, został ostatecznie zatopiony 1 października 1970 roku podczas prób oceniających wpływ fali uderzeniowej eksplozji na jednostki pływające.